# Gordo (Alabama)
Gordo é uma cidade  localizada no estado americano do Alabama, no Condado de Pickens.

## Demografia
Segundo o censo americano de 2000, a sua população era de 1677 habitantes.
Em 2006, foi estimada uma população de 1599, um decréscimo de 78 (-4.7%).

## Geografia
De acordo com o United States Census Bureau, a localidade tem uma área de 8,2 km², sem área coberta por água. Gordo localiza-se a aproximadamente 85 m acima do nível do mar.

## Localidades na vizinhança
O diagrama seguinte representa as localidades num raio de 32 km ao redor de Gordo.